# Kamienica przy Rynku 10 w Radomiu
Kamienica przy Rynku 10 w Radomiu – zabytkowa kamienica z XIX w., położona w Radomiu na rogu Rynku i ul. Żytniej.
Kamienica została wybudowana w XIX wieku. W materiałach budynek jest określany zarówno jako „dom”, jak i „kamienica”. Obiekt wpisany jest do rejestru zabytków Narodowego Instytutu Dziedzictwa pod numerem 758 z 5.05.1972 oraz 414/A/89 z 11.12.1989. Znajduje się też w gminnej ewidencji zabytków miasta Radomia. W kamienicy siedzibę ma firma informatyczna Komtech Sp. z o.o.